# Cokrigagem
A cokrigagem é um procedimento geoestatístico segundo o qual diversas variáveis regionalizadas podem ser estimadas em conjunto, com base na correlação espacial entre si. É uma extensão multivariada do método da krigagem quando para cada local amostrado obtém-se um vetor de valores em lugar de um único valor
A krigagem ordinária enfoca apenas uma variável para cada processo de estimativa. É muito comum, entretanto, em diversos trabalhos de geotecnia, a existência de um conjunto de variáveis em uma determinada área, podendo ocorrer, por questões operacionais, que algumas variáveis sejam amostradas em maior número que outras. Nestas situações, pode-se analisar a correlação espacial cruzada entre as variáveis e fazer uso do método geoestatístico da cokrigagem, para se efetuar estimativas da variável sub-mostrada, conhecida como “primária” ou “principal”, através do uso das outras variáveis melhor conhecidas, denominadas secundárias. O objetivo é melhorar a estimativa da variável sub-amostrada utilizando aquelas mais densamente amostradas.
Fundamental na utilização da cokrigagem é a verificação prévia da correlação existente entre as variáveis, a qual deve ser alta para que as estimativas sejam consistentes. Também deve ser notado que a melhoria de interpretação somente é significativa quando uma das variáveis tem um número extremamente reduzido de casos em relação às outras.
A cokrigagem, procura minimizar a variância dos erros de estimativas, explorando a correlação cruzada entre diversas variáveis, ou seja, as estimativas são feitas com base nos variogramas cruzados efetuados entre as variáveis de interesse.